# NGC 19
NGC 19 är en stavspiralgalax i stjärnbilden Andromeda. Dess hastighet i förhållande till den kosmiska bakgrundsstrålningen är 4 465 ± 23 km/s, vilket motsvarar ett Hubbleavstånd på 214,8 ± 15,1 miljoner ljusår (65,85 ± 4,62 Mparsec). 12 mätningar utan rödförskjutning ger dock ett mindre avstånd på 202,16 ± 9,32 miljoner ljusår (61,983 ± 2,857 Mparsec). Den upptäcktes av den amerikanske astronomen Lewis Swift den 20 september 1885. Den listas ofta felaktigt som en kopia av NGC 21.

## NGC 7831-gruppen
Enligt AM Garcia är NGC 19 medlem i NGC 7831-gruppen (även känd som LGG 1), som innehåller minst 18 galaxer, bland andra NGC 13, NGC 20, NGC 21, NGC 39, NGC 43, NGC 7805, NGC 7806, NGC 7819 och NGC 7836.